# Manuel Espona
Manuel Espona (San Feliu de Torelló, 1714 - abadía de Montserrat, 9 de enero de 1779) fue un compositor, clavecinista y maestro de coro español del período clásico.

## Biografía
Manuel Espona, contemporáneo de Domenico Scarlatti, nació en 1714 en Sant Feliu de Torelló, un pueblo de la provincia de Gerona. 
Entre 1724 y 1733 estudió durante unos dos años con el padre Vicent Presiach, maestro de capilla de la Abadía de Montserrat, uno de los centros de estudio y práctica musical más importantes de la España del siglo XVIII.
El 23 de diciembre de 1733 ingresó en las orden y se convirtió en monje benedictino en Montserrat, donde compartió con Benito Esteve el magisterio de la capilla de música de la Escolanía de Montserrat. Entre sus alumnos se encontraba Antonio Soler. 
Tras permanecer allí toda su vida, Manuel Espona fallecía el 9 de enero de 1779 en la abadía de Montserrat.

## Obra
De Manuel Espona se conservan cuatro magnificats y tres salmos responsoriales así como 27 sonatas en un solo movimiento para teclado, escritas en la tradición típicamente italiana de la primera mitad del siglo XVIII; se caracterizan por su estilo galante (preclásico) y por sus innovadoras texturas rítmicas que colocan estas sonatas por encima de la música para teclado de sus contemporáneos.
Estas sonatas, que siguen el modelo de las de Domenico Scarlatti, se encuentran en su mayoría en la Biblioteca de Cataluña y algunas en el monasterio de Montserrat y otras en el Manuscrito de Valderrobres en la provincia de Teruel. Tienen, según Lluís Trullén, «la elegancia melódica típica de los autores del siglo XVIII, como Narciso Casanovas, Anselmo Viola o Blasco de Nebra».
La Biblioteca de Cataluña conserva un Magnificat de Manuel Espona, mientras que los archivos de la Abadía de Montserrat conservan tres Magnificats y otras obras en latín, entre las que destacan Nunct sancte nobis, Legem pone mihi, Et veniam super me i Memor est verbi tui .

## Grabaciones
Aunque el instrumento de Espona era el clavicordio, la modernidad de su lenguaje se traduce bien al piano moderno según el pianista Melani Mestre: «El piano permite la expresión de toda la gama de dinámicas, articulaciones y ornamentaciones que componen el estilo de Espona.»
- Complete Piano Sonatas Volumen 1, de Melani Mestre (Brilliant Records 96090)[13]